# Nick Schenk
Pour les articles homonymes, voir Schenk.
Nick Schenk (12 novembre 1965 à Minneapolis) est un scénariste américain. Essentiellement actif à la télévision, il a cependant été le scénariste de trois films de Clint Eastwood : Gran Torino (2008), La Mule (2018) et Cry Macho (2021).

## Filmographie

### Scénariste
- 1998 et 2001 : Let's Bowl (série télévisée)
- 2002 : Factory Accident Sex (vidéo)
- 2005 : I Shot Myself
- 2006 : BodoFight (série télévisée)
- 2008 : Gran Torino
- 2014 : Le Juge
- 2018 : La Mule (The Mule) de Clint Eastwood
- 2021 : Cry Macho de Clint Eastwood

### Acteur et producteur
- 1998 et 2001 : Let's Bowl (série télévisée)
- 2002 : Factory Accident Sex (vidéo)

## Distinction
- 2008 : National Board of Review du meilleur scénario original pour Gran Torino